# Дискография Анжелики Варум
Дискография российской певицы Анжелики Варум включает в себя четырнадцать студийных альбомов и одиннадцать сборников и четырнадцать синглов.

## Альбомы

### Студийные альбомы
| Название                                          | Детали                                                                              |
| ------------------------------------------------- | ----------------------------------------------------------------------------------- |
| «Good Bye, мой мальчик»                           | - Релиз: 1991 - Лейбл: Gala Records - Формат: LP                                    |
| «Ля-ля-фа»                                        | - Релиз: 1993 - Лейбл: Jeff Records - Формат: CD, кассета                           |
| «Осенний джаз»                                    | - Релиз: 1995 - Лейбл: Gala Records - Формат: CD, кассета                           |
| «В двух минутах от любви»                         | - Релиз: 1996 - Лейбл: Jeff Records - Формат: CD, кассета                           |
| «Зимняя вишня»                                    | - Релиз: 1996 - Лейбл: Союз - Формат: CD, кассета                                   |
| «Только она…»                                     | - Релиз: 16 марта 1999 - Лейбл: Союз - Формат: CD, кассета                          |
| «Служебный роман» (совместно с Леонидом Агутиным) | - Релиз: 2000 - Лейбл: Квадро-Диск - Формат: CD, кассета                            |
| «Стоп, любопытство!»                              | - Релиз: апрель 2002 - Лейбл: Varum Records Company - Формат: CD, кассета           |
| «Музыка»                                          | - Релиз: 11 декабря 2007 - Лейбл: Квадро-Диск - Формат: CD                          |
| «Если он уйдёт»                                   | - Релиз: 28 ноября 2009 - Лейбл: Квадро-Диск - Формат: CD                           |
| «Сумасшедшая»                                     | - Релиз: 10 июня 2013 - Лейбл: Квадро-Диск - Формат: CD                             |
| «Женщина шла»                                     | - Релиз: 9 декабря 2016 - Лейбл: United Music Group - Формат: CD, цифровая загрузка |
| «На паузу»                                        | - Релиз: 23 ноября 2018 - Лейбл: — - Формат: CD, цифровая загрузка                  |
| «Грустная bossa»                                  | - Релиз: 30 октября 2020 - Лейбл: — - Формат: цифровая загрузка                     |

### Сборники
| Название                                                                                           | Детали                                                                           |
| -------------------------------------------------------------------------------------------------- | -------------------------------------------------------------------------------- |
| «Избранные…»                                                                                       | - Релиз: 1995 - Лейбл: J.S.P. - Формат: CD, кассета                              |
| The Best                                                                                           | - Релиз: 1999 - Лейбл: Союз - Формат: CD, кассета                                |
| Grand Collection                                                                                   | - Релиз: 2003 - Лейбл: Квадро-Диск - Формат: CD, кассета                         |
| «Лучшие песни»                                                                                     | - Релиз: 2003 - Лейбл: Grand Records - Формат: CD                                |
| «Любовное настроение»                                                                              | - Релиз: 2003 - Лейбл: Фирма Грамзаписи Никитин - Формат: CD, кассета            |
| Grand Collection                                                                                   | - Релиз: 2012 - Лейбл: Квадро-Диск - Формат: CD, кассета                         |
| «Быть частью твоего» (совместно с Леонидом Агутиным, Владимиром Пресняковым и Натальей Подольской) | - Релиз: 14 января 2013 - Лейбл: Квадро-Диск - Формат: CD, цифровая загрузка     |
| «Две звезды» (совместно с Леонидом Агутиным)                                                       | - Релиз: 14 августа 2013 - Лейбл: Квадро-Диск - Формат: CD, цифровая загрузка    |
| Quattro (совместно с Леонидом Агутиным, Владимиром Пресняковым и Натальей Подольской)              | - Релиз: 2013 - Лейбл: United Music Group - Формат: CD                           |
| «Love Story / История любви»                                                                       | - Релиз: 2014 - Лейбл: United Music Group - Формат: CD                           |
| «Лучшие песни»                                                                                     | - Релиз: 10 февраля 2017 - Лейбл: United Music Group - Формат: цифровая загрузка |

## Синглы
| Год  | Название                             | Альбом           |
| ---- | ------------------------------------ | ---------------- |
| 2013 | «Нарисуй любовь»                     | «Сумасшедшая»    |
| 2013 | «Я всегда с тобой»                   | «Сумасшедшая»    |
| 2015 | «Пожар» (Fedor Fomin & D-One Remix)  | без альбома      |
| 2015 | «Два крыла»                          | без альбома      |
| 2016 | «Иллюзия»                            | без альбома      |
| 2017 | «Девочки умеют»                      | «На паузу»       |
| 2018 | «Ливни»                              | «На паузу»       |
| 2019 | «Грустная bossa»                     | «Грустная bossa» |
| 2019 | «Любовь останется»                   | без альбома      |
| 2020 | «Табу»                               | «Грустная bossa» |
| 2020 | «Весна»                              | «Грустная bossa» |
| 2020 | «Паромщик»                           | «Грустная bossa» |
| 2021 | «Тайна для двоих» (совместно с Садо) | без альбома      |
| 2021 | «Так близко»                         | без альбома      |
| 2023 | «Эта девочка»                        | без альбома      |

## Прочие появления
| Год  | Название                                       | Другие исполнители                                     | Альбом                       |
| ---- | ---------------------------------------------- | ------------------------------------------------------ | ---------------------------- |
| 1996 | «Наш сосед»                                    | —                                                      | «Старые песни о главном 2»   |
| 1997 | «Листья жёлтые»                                | Дмитрий Маликов                                        | «Старые песни о главном 3»   |
| 1998 | «Песня Элизы из мюзикла „Моя прекрасная леди“» | —                                                      | «Ночь в опере»               |
| 2003 | «Я буду всегда с тобой»                        | Леонид Агутин                                          | «Дежа вю»                    |
| 2003 | «Если ты когда-нибудь меня простишь»           | Леонид Агутин                                          | «Дежа вю»                    |
| 2012 | «Как не думать о тебе»                         | Леонид Агутин                                          | «Время последних романтиков» |
| 2012 | «Быть частью твоего»                           | Леонид Агутин, Владимир Пресняков и Наталья Подольская | «Время последних романтиков» |
| 2012 | «Далида»                                       | Владимир Пресняков ст.                                 | Nostalgie                    |
| 2013 | «Как стучат сердца»                            | Николай Агутин                                         | «Когда стучат сердца»        |
| 2013 | «День опять погас»                             | Наталья Подольская                                     | «Интуиция»                   |
| 2013 | «Авторское кино»                               | Леонид Агутин                                          | «Тайна Склеенных Страниц»    |
| 2013 | «Твой голос»                                   | Леонид Агутин                                          | «Тайна Склеенных Страниц»    |
| 2014 | «Burn muthafacka»                              | Azeriff                                                | Azeriff.zip                  |
| 2018 | «Солнце»                                       | Гоша Куценко                                           | «Ду это!» / «Слова»          |
| 2021 | «Заставь сердце биться»                        | Леонид Агутин                                          | «Включите свет»              |

## Видеоклипы
| Год  | Название                                                             | Режиссёр                     |
| ---- | -------------------------------------------------------------------- | ---------------------------- |
| 1991 | «Вавилон»                                                            | Дмитрий Месхиев              |
| 1991 | «Барабашка»                                                          | неизвестен                   |
| 1992 | «Человек-свисток»                                                    | Александр Цекало             |
| 1992 | «Художник, что рисует дождь»                                         | Олег Гусев                   |
| 1995 | «Осенний джаз»                                                       | Олег Гусев                   |
| 1996 | «Не сегодня»                                                         | Олег Гусев                   |
| 1996 | «Ни ответа, ни привета»                                              | Олег Гусев                   |
| 1996 | «Зимняя вишня»                                                       | Евгений Сердюковский         |
| 1997 | «Другая женщина»                                                     | неизвестен                   |
| 1997 | «Королева» (совместно с Леонидом Агутиным)                           | Олег Гусев                   |
| 1999 | «Всё в твоих руках» (совместно с Леонидом Агутиным)                  | Армен Петросян               |
| 2000 | «Не жди меня»                                                        | Олег Гусев                   |
| 2000 | «I Wanna Be Loved by You»                                            | Олег Гусев                   |
| 2002 | «Будешь рядом ты»                                                    | Фёдор Бондарчук              |
| 2002 | «Stop любопытство!»                                                  | Фёдор Бондарчук              |
| 2002 | «Если ты когда-нибудь меня простишь» (совместно с Леонидом Агутиным) | Фёдор Бондарчук              |
| 2002 | «Пожар»                                                              | Фёдор Бондарчук              |
| 2004 | «Самая лучшая» (совместно с «ВИА Сливки»)                            | Олег Гусев                   |
| 2007 | «Ты и я»                                                             | Фёдор Бондарчук              |
| 2007 | «Две дороги, два пути» (совместно с Леонидом Агутиным)               |                              |
| 2008 | «Где ты» (три версии)                                                | Алексей Дубровин             |
| 2009 | «Если он уйдёт»                                                      | Алексей Дубровин             |
| 2009 | «Давай забудем»                                                      | Анжелика Варум               |
| 2011 | «Как не думать о тебе» (совместно с Леонидом Агутиным)               | Андрей Сергеев               |
| 2012 | «Где ты»                                                             | Андрей Сергеев               |
| 2013 | «Сумасшедшая»                                                        | Сергей Ткаченко              |
| 2013 | «Я всегда с тобой»                                                   | Сергей Ткаченко              |
| 2015 | «ЛАО»                                                                | Иван Шерстников              |
| 2016 | «Опоздавшая любовь» (совместно с Игорем Крутым)                      | Сергей Ткаченко              |
| 2017 | «Мама»                                                               | Сергей Ткаченко              |
| 2017 | «Девочки умеют»                                                      | Андрей Сергеев, Кирилл Кузин |
| 2018 | «Женщина шла»                                                        | Андрей Сергеев, Кирилл Кузин |
| 2018 | «Ливни»                                                              | Сергей Ткаченко              |
| 2018 | «На паузу» (совместно с Леонидом Агутиным)                           | Сергей Ткаченко              |
| 2019 | «Касайся»                                                            | Алексей Дубров               |
| 2020 | «Любовь останется»                                                   | Кирилл Казуров               |